# 圣保罗修道院
圣保罗修道院（希臘語：Μονή Αγίου Παύλου；英语：Agiou Pavlou monastery）是希腊哈尔基季基半岛最东端阿索斯山一个东正教修道院。

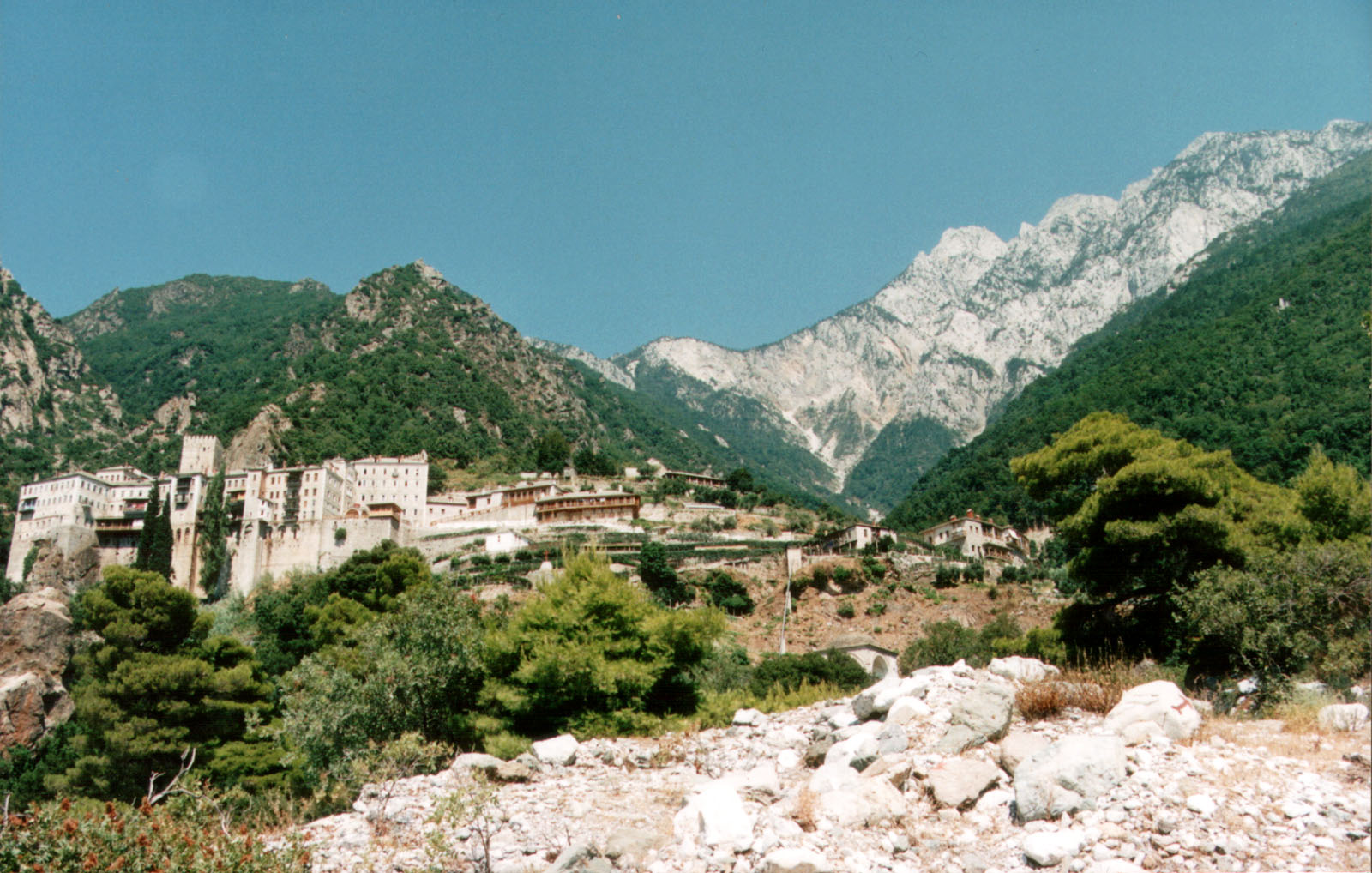
圣保罗修道院

修道院位于圣山半岛的西部，其教堂供奉主进堂节（儒略历2月2日，相当于公历2月15日）。
该修道院由保罗创建于10世纪末到11世纪初。
圣保罗修道院在阿索斯山修道院中排名第14位，有494册手稿和12,000册印刷书籍。